# Katrin Zipperling
Katrin Zipperling est une plongeuse est-allemande.
Elle est sacrée championne d'Europe de plongeon aux Championnats d'Europe de natation 1981 à Split.
Elle est la femme du nageur Frank Baltrusch.